# Едвард Берн-Џоунс
Сер Едвард Берн-Џонс (енгл. Sir Edward Burne-Jones; Бирмингем, 1833 – Лондон, 1898) је био енглески сликар, илустратор и дизајнер.

## Биографија
Године 1857. прекинуо је студије теологије у Оксфорду и заједно са Вилијамом Морисом започео уметничко образовање код Дантеа Габријела Росетија. Стилски личи прерафаелитима. Године 1862. се са Џоном Раскином упутио на друго путовање по Италији где је, између осталог, проучавао и Ботичелијеве слике под чијим је утицајем развио свој посебни линијски стил. Тај нови стил је касније утицао на појаву и развој југендстила. Мотиве за слике налазио је у грчкој митологији и сагама о краљу Артуру. 
Насликао је велики број романтичарских слика као супротност суровој индустријализацији у Енглеској. За свог пријатеља Вилијама Мориса израдио је нацрт за бојено стакло. Био је и илустратор књижевних дела.
Направио је 87 цртежа за књигу Џефрија Чосераб1896. године која се сматра једном од најлепших штампаних књига.